# Thuso Mbedu

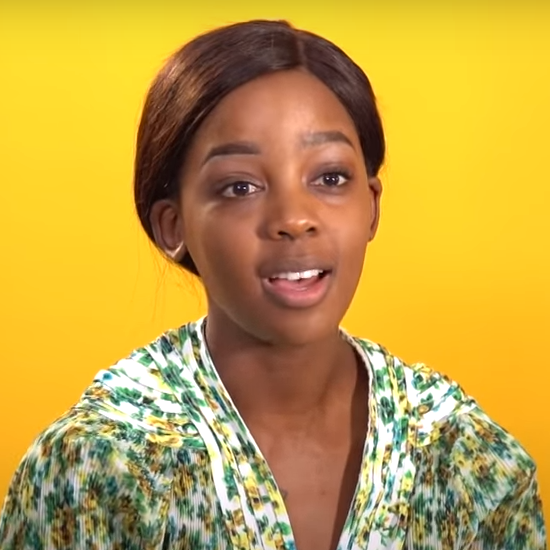
Thuso Mbedu (2019)

Thuso Mbedu (* 8. Juli 1991 in Pietermaritzburg als Thuso-Nokwanda Mbedu) ist eine südafrikanische Schauspielerin.

## Leben
Thuso Mbedu wuchs in Pelham in Pietermaritzburg bei ihrer Großmutter auf und besuchte die Pelham Primary School sowie die Pietermaritzburg Girls’ High School. Ihre Schauspielausbildung erhielt sie ab 2010 an der Witwatersrand-Universität, wo sie Physical Theatre and Performing Arts Management studierte. Das Studium schloss sie 2013 ab. 2012 verbrachte sie außerdem zwei Monate am Stella Adler Studio of Acting in New York City.
2014 gab sie ihr Fernsehdebüt in der Serie Saints and Sinners als Boni Khumalo, außerdem war sie in der Serie Isibaya als Nosisa zu sehen. In der Seifenoper Scandal! spielte sie 2015 die Rolle der Kitso Medupe. Von 2016 bis 2017 verkörperte sie in der Serie Is’thunzi die Rolle der Winnie, für ihre Darstellung wurde sie 2017 und 2018 im Rahmen der International Emmy Awards als beste Schauspielerin nominiert.
In der Serie The Underground Railroad von Amazon Prime Video basierend auf dem gleichnamigen Buch von Colson Whitehead übernahm sie die Rolle der Sklavin Cora Randalls. Für ihre Darstellung der Cora wurde sie 2021 mit einem Gotham Award in der Kategorie Outstanding Performance in a New Series ausgezeichnet. In der deutschsprachigen Fassung wurde sie von Lucia Deyi synchronisiert.
Für Dreharbeiten zum Historien-Epos The Woman King von Regisseurin Gina Prince-Bythewood über eine weibliche Militäreinheit im Königreich Dahomey stand sie an der Seite von Viola Davis als Rekrutin Nawi vor der Kamera. In der Adaption von Children Of Blood And Bone übernahm sie 2025 erneut unter der Regie von Gina Prince-Bythewood die Hauptrolle der Zélie.
Gemeinsam mit Brian Cox unterstützte sie eine Tierschutzkampagne der Tierschutzorganisation Vier Pfoten anlässlich des Welt-Zoonose-Tages 2022.

## Filmografie (Auswahl)
- 2014: Saints and Sinners (Fernsehserie)
- 2014: Isibaya (Fernsehserie)
- 2015: Scandal! (Fernsehserie)
- 2017: Lokoza (Kurzfilm)
- 2016–2017: Is'Thunzi (Fernsehserie)
- 2018:  Liberty (Mini-Serie)
- 2018: Side Dish (Mini-Serie)
- 2018: iDrive (Fernsehserie)
- 2017–2019: Shuga (Fernsehserie)
- 2020: Tales of contemporary Africa
- 2021: The Underground Railroad (Fernsehserie)
- 2022: The Woman King

## Auszeichnungen und Nominierungen
Critics’ Choice Television Award
- 2022: Nominierung in der Kategorie Beste Hauptdarstellerin in einem Fernsehfilm oder einer Miniserie für The Underground Railroad[14]

Gotham Award
- 2021: Auszeichnung in der Kategorie Outstanding Performance in a New Series (The Underground Railroad)[8][15]

Independent Spirit Awards
- 2022: Auszeichnung in der Kategorie Beste Darstellerin in einer Fernsehserie für The Underground Railroad[16][17]

 International Emmy Award
- 2017: Nominierung in der Kategorie Best Performance By An Actress für Is’thunzi[5]
- 2018: Nominierung in der Kategorie Best Performance By An Actress für Is’thunzi[6]